# Zuschusselement
Das Zuschusselement (engl. auch Grantelement) bringt die finanziellen Bedingungen einer Finanzmittelzusage (insb. Darlehen) zum Ausdruck, das heißt Zinssatz, Laufzeit und Freijahre (also die Zeit bis zur ersten Tilgung eines Darlehens). Es wird zur Messung des Vergünstigungsgrades eines Darlehens verwendet, welcher die in Prozent ausgedrückte Differenz zwischen dem Barwert der erwarteten Gesamtrückzahlungen und den Rückzahlungen, die zu einem bestimmten Referenzzinssatz erfolgt wären, angibt.

## Zuschusselement im Rahmen der Entwicklungszusammenarbeit
Im Rahmen der Ermittlung der Official Development Assistance (ODA) wird der Referenzzinssatz durch den Entwicklungsausschuss der OECD (DAC) mit 10 % angesetzt. Dieser Zinssatz wurde näherungsweise für die Grenzleistungsfähigkeit einer Inlandsinvestition gewählt, das heißt als Anhaltspunkt für die Opportunitätskosten, die einem staatlichen Geber durch die Bereitstellung der Mittel entstehen. Demzufolge ist das Zuschusselement bei einem Zinssatz von 10 % gleich Null und beträgt bei einem reinen Zuschuss 100 %. Bei einem Darlehen zu einem Zinssatz von weniger als 10 % liegt das Zuschusselement zwischen beiden Werten. Zur Anrechnung einer Finanzierung als offizielle bilaterale Entwicklungshilfe (ODA) ist bei lieferungebundenen Finanzierungen ein Mindestzuschusselement von 25 % erforderlich.